# اتفاقية استحقاق إصابة العمل 1964
اتفاقية استحقاق إصابة العمل 1964 هي إحدى اتفاقيات منظمة العمل الدولية. تأسست عام 1964، وجاء في الديباجة: وبعد أن قرر اعتماد بعض المقترحات الخاصة بالمزايا في حالة حوادث العمل والأمراض المهنية.

## التعديل